# 菅谷佳代
菅谷 佳代（すがやかよ、1955年または1956年 -）は、日本の元卓球選手。現役時代は日本代表として世界卓球選手権で女子団体銅メダル。

## 経歴
栃木県立真岡女子高等学校在学時の1973年度、全国高等学校卓球選手権大会では高橋省子と出場した女子ダブルスで優勝。国民体育大会卓球競技では高校の部で高橋らとともに栃木県代表として優勝。
青山学院大学在学時の1975年度、全日本大学総合卓球選手権大会では高山徳子と出場した女子ダブルスで初優勝。全日本卓球選手権大会で高山と出場した女子ダブルス決勝で小野文子 / 鎌倉由美子組を2-0で下し優勝。
1976年度、大学選手権ではシングルスで初優勝。
1977年度、大学選手権ではシングルスで2連覇、塚本英子と出場した女子ダブルスで2度目の優勝。
1978年度、クアラルンプール (マレーシア) で開催されたアジア卓球選手権では小野誠治と出場した混合ダブルスで金メダル。全日本選手権ではシングルス決勝で嶋内よし子に1-3で敗れ準優勝。
真岡女子高教員時の1979年度、平壌（北朝鮮）で開催された第35回世界卓球選手権では嶋内と出場した女子ダブルスで準々決勝敗退。川東加代子、嶋内、高橋と出場した団体で銅メダル。全日本選手権では塚本と出場した女子ダブルス決勝で川東 / 高橋組に1-2で敗れ準優勝。